# Mauritánia zászlaja
Mauritánia jelenlegi nemzeti zászlaját 2017. augusztus 15-én fogadták el hivatalosan. A zöld szín, a félhold és a csillag az iszlám szimbólumai; a zöld a fényes jövőbe vetett hitre is utal, a sárga pedig a Szaharára. A zászló alsó és felső részén elhelyezkedő vörös sávok az országért kiontott vért szimbolizálják. A korábbi zászlón (1959–2017) ez a két sáv még nem volt jelen.